# Necremnus breviramulus
Necremnus breviramulus is een vliesvleugelig insect uit de familie Eulophidae. De wetenschappelijke naam is voor het eerst geldig gepubliceerd in 1941 door Gahan.